# أختي (فلم)
أختي فيلم مصري تم إنتاجه عام 1971، من إخراج هنري بركات وبطولة نجلاء فتحي ومحمود ياسين.

## قصة الفيلم
يعجب المهندس حسني بفتاة الليل سوسن، ويستأثر بها لنفسه، ينقل حسني إلى الصعيد ويصطحب معه سوسن، وحفاظًا على التقاليد يدعي أنها أخته. ولكن بعد حين يرتاب أهل البلدة في أمرهما، ويطلقون الشائعات والأقاويل في حق حسني، وتصبح حياته جحيمًا. ينتقل إلى مكان آخر، ويطلب من سوسن أن ترافقه، فترفض، وتقرر التوبة عن طريق الخطيئة. وفي نفس الوقت يخشى حسني من ماضيها الذي يؤرقه، ويحول دون التفكير في الزاوج منها.

## تمثيل
- نجلاء فتحي
- محمود ياسين
- مديحة كامل
- سمير صبري
- علية عبد المنعم
- سلامة إلياس
- محمد خيري
- حسين عسر